# 아시트레틴
아시트레틴(Acitretin, 상품명 소리아탄 또는 네오티가손)은 2세대 레티노이드제제이다. 보통 건선에 처방되는 경구투여제이다.
이 제제는 아시트레틴의 전구물질인 에트레티네이트의 대사물질이다. 에트레티네이트는 치료지수가 좁을뿐만 아니라 반감기도 120일로써 길기 때문에 투약하기가 어려워 제조가 중지되었다. 아시트레틴의 반감기는 약 2일이다. 그러나 아시트레틴도 반감기가 매우 긴 에트레티네이트로 역대사될 수 있으므로 여성은 투약 종료후 3년이내 임신을 하면 안 된다. 따라서 아시트레틴은 임신부가 될 위험이 있는 여성에게는 보통 권장되지 않는다.
아시트레틴은 악성 건선의 치료에 이용되는 레티노이드 제제이다. 부작용이 심각하기 때문에 이 제제는 다른 치료법에 반응이 없는 심각한 건선환자에 주로 이용된다. 이 제제는 유전자 전사를 막는 핵 수용기를 결합하고 케타틴 생성 세포 분화를 촉진하고 표피 과형성을 억제해 세포 재분화를 억제한다. 아시트레틴은 신속히 흡수되고 경구투여 후 광범위하게 확산된다. 효과는 2~4주 이상부터 나타난다.
이 제제를 처방받은 환자는 임신부가 피를 수혈하는 위험을 줄이기 위해 투약 종료 후 최소한 3년 이상 헌혈을 하지 않는 것이 좋다.

## 부작용
아시트레틴은 심각한 선천 결손으로 잘 알려져있고 따라서 3년이내 임신예정인 임신부에게 사용되어서는 안 된다. 이 제제를 투여받고 있는 성 활동이 활발한 아이를 밸 수 있는 연령의 여성은 최소한 2종류 이상의 피임법을 이용해야 한다. 투약종료 후 3년이내에는 헌혈을 해서는 안 된다. 또한 이 제제는 구토, 두통, 가려움, 마르거나 빨갛거나 갈라지는 비부, 눈의 충혈, 입술 갈라짐, 혀가 마름, 갈증, 우울, 탈모를 일으킬 수 있다. 많은 부작용들이 보고된 바 있다.